# 2-Fluoronorepinefrin
2-Fluoronorepinefrin je agonist beta adrenergičkog receptora.